# A Rákospalotai EAC 2006–2007-es szezonja
A Rákospalotai EAC 2006–2007-es szezonja szócikk a Rákospalotai EAC első számú férfi labdarúgócsapatának egy szezonjáról szól.

## Mérkőzések
| Színmagyarázat | Színmagyarázat |
| -------------- | -------------- |
|                | Győzelem.      |
|                | Döntetlen.     |
|                | Vereség.       |

### Borsodi Liga 2006–07

#### Őszi fordulók
| 1. forduló 2006. július 29. 20:00 |

| MTK Budapest                                | 4 – 0               | Rákospalotai EAC                     |
| ------------------------------------------- | ------------------- | ------------------------------------ |
| Hrepka 8' 40' 70' Rodenbücher 58' Kanta 62' | (2 – 0) Jegyzőkönyv | Horváth 50' Pusztai 58' Polonkai 79' |

| Hidegkuti Nándor Stadion, Budapest Nézőszám: 1 000 Játékvezető: Szabó Zsolt (magyar) |

| 2. forduló 2006. augusztus 5. 17:30 |

| Rákospalotai EAC        | 0 – 2               | Diósgyőr                                    |
| ----------------------- | ------------------- | ------------------------------------------- |
| Cseri 18' Pusztai 90+2' | (0 – 0) Jegyzőkönyv | Simon 74' Stanić 76' Farkas 19' Szögedi 28' |

| Budai II László Stadion, Budapest Nézőszám: 1 200 Játékvezető: Solymosi Péter (magyar) |

| 3. forduló 2006. augusztus 20. 17:00 |

| Győri ETO                                     | 2 – 2               | Rákospalotai EAC                                                   |
| --------------------------------------------- | ------------------- | ------------------------------------------------------------------ |
| Bajzát 40' 42' Jäkl 61' Tokody 71' Mátyus 84' | (2 – 1) Jegyzőkönyv | Torma 25' 77' Nyerges 57' Nagy 27' Horváth 46' Makra 71' Török 71' |

| Nádorvárosi Stadion, Győr Nézőszám: 4 000 Játékvezető: Kassai Viktor (magyar) |

| 4. forduló 2006. augusztus 26. 17:30 |

| Rákospalotai EAC                                | 1 – 2               | Újpest                        |
| ----------------------------------------------- | ------------------- | ----------------------------- |
| Torma 90' Makra 51' Nagy 55′, 90+1′ Pusztai 86' | (0 – 2) Jegyzőkönyv | Tisza 28' Völgyi 32' Erős 87' |

| Budai II László Stadion, Budapest Nézőszám: 4 000 Játékvezető: Arany Tamás (magyar) |

| 5. forduló 2006. szeptember 10. 16:30 |

| Rákospalotai EAC                                                             | 3 – 4               | Budapest Honvéd                                                          |
| ---------------------------------------------------------------------------- | ------------------- | ------------------------------------------------------------------------ |
| Nyerges 70' 84' (11-esből) Makra 90+4' 40' Kapcsos 43' Horváth 45' Cseri 51' | (0 – 2) Jegyzőkönyv | Genito 18' Budovinszky 60' 85′ Hercegfalvi 67' 69' Koós 25' Benjamin 46' |

| Budai II László Stadion, Budapest Nézőszám: 1 000 Játékvezető: Bognár Tamás (magyar) |

| 6. forduló 2006. szeptember 16. 19:00 |

| Zalaegerszegi TE                                | 3 – 0               | Rákospalotai EAC                 |
| ----------------------------------------------- | ------------------- | -------------------------------- |
| Máté 29' Tóth 34' Sebők V. 47' 10' Sebők J. 17' | (2 – 0) Jegyzőkönyv | Torma 18' Török 24' Földvári 63' |

| ZTE Aréna, Zalaegerszeg Nézőszám: 5 000 Játékvezető: Szabó Zsolt (magyar) |

| 7. forduló 2006. szeptember 23. 16:00 |

| Rákospalotai EAC                                   | 1 – 3               | FC Sopron                     |
| -------------------------------------------------- | ------------------- | ----------------------------- |
| Somorjai 54' Nagy 7′, 81′ Pusztai 39' Bárányos 65' | (0 – 3) Jegyzőkönyv | Feczesin 13' 23' 41' Radu 71' |

| Budai II László Stadion, Budapest Nézőszám: 500 Játékvezető: Mészáros István (magyar) |

| 8. forduló 2006. szeptember 30. 16:00 |

| Pécsi MFC                                  | 2 – 2               | Rákospalotai EAC                                 |
| ------------------------------------------ | ------------------- | ------------------------------------------------ |
| Laki 79' Sipos 88' Bajúsz 9' Pavičević 40' | (0 – 1) Jegyzőkönyv | Kapcsos 12' Pusztai 86' Farkas 70' Horváth 90+1' |

| PMFC Stadion, Pécs Nézőszám: 1 000 Játékvezető: Berger József (magyar) |

| 9. forduló 2006. október 14. 15:00 |

| Rákospalotai EAC                             | 4 – 3               | Paksi FC                        |
| -------------------------------------------- | ------------------- | ------------------------------- |
| Cseri 23' Bárányos 30' Torma 45' Nyerges 55' | (3 – 0) Jegyzőkönyv | Kiss 58' Heffler 71' Molnár 89' |

| Budai II László Stadion, Budapest Nézőszám: 600 Játékvezető: Iványi Zoltán (magyar) |

| 10. forduló 2006. október 21. 18:00 |

| Vasas                     | 1 – 0               | Rákospalotai EAC                      |
| ------------------------- | ------------------- | ------------------------------------- |
| Németh 90+2' Ködöböcz 60' | (0 – 0) Jegyzőkönyv | Polonkai 31' Pusztai 60′ Földvári 88' |

| Illovszky Rudolf Stadion, Budapest Nézőszám: 1 500 Játékvezető: Szilasi Szabolcs (magyar) |

| 11. forduló 2006. október 28. 14:30 |

| Rákospalotai EAC               | 1 – 1               | Kaposvári Rákóczi              |
| ------------------------------ | ------------------- | ------------------------------ |
| Torma 40' Sallai 57' Makra 76' | (1 – 0) Jegyzőkönyv | Oláh 89' Petrók 37' Maróti 89′ |

| Budai II László Stadion, Budapest Nézőszám: 800 Játékvezető: Török Károly (magyar) |

| 12. forduló 2006. november 4. 17:00 |

| Dunakanyar-Vác       | 0 – 1               | Rákospalotai EAC                       |
| -------------------- | ------------------- | -------------------------------------- |
| Udvari 76' Kunzo 82' | (0 – 0) Jegyzőkönyv | Somorjai 64' Bárányos 52' Polonkai 66' |

| Ligeti Stadion, Vác Nézőszám: 1 000 Játékvezető: Kassai Viktor (magyar) |

| 13. forduló 2006. november 11. 13:30 |

| Rákospalotai EAC | 1 – 3               | Debreceni VSC             |
| ---------------- | ------------------- | ------------------------- |
| Pusztai 58'      | (0 – 0) Jegyzőkönyv | Dombi 49' Zsolnai 65' 76' |

| Budai II László Stadion, Budapest Nézőszám: 800 Játékvezető: Arany Tamás (magyar) |

| 14. forduló 2006. november 18. 13:00 |

| FC Tatabánya               | 2 – 3               | Rákospalotai EAC                                  |
| -------------------------- | ------------------- | ------------------------------------------------- |
| Vámosi 58' 35' Megyesi 81' | (0 – 1) Jegyzőkönyv | Nyerges 11' 57' (11-esből) Torma 85' Polonkai 70' |

| Városi Stadion, Tatabánya Nézőszám: 1 500 Játékvezető: Török Károly (magyar) |

| 15. forduló 2006. november 25. 13:00 |

| Rákospalotai EAC                                            | 2 – 0               | FC Fehérvár          |
| ----------------------------------------------------------- | ------------------- | -------------------- |
| Somorjai 75' Nyerges 77' Sallai 33' Pusztai 45' Kapcsos 64' | (0 – 0) Jegyzőkönyv | Kocsis 25′ Dajić 28' |

| Budai II László Stadion, Budapest Nézőszám: 600 Játékvezető: Gergely Sándor (magyar) |

| 16. forduló 2006. december 2. 13:30 |

| Rákospalotai EAC      | 0 – 0               | MTK Budapest                |
| --------------------- | ------------------- | --------------------------- |
| Kapcsos 59' Török 82' | (0 – 0) Jegyzőkönyv | Kanta 52' Czvitkovics 90+1' |

| Budai II László Stadion, Budapest Nézőszám: 500 Játékvezető: Arany Tamás (magyar) |

| 17. forduló 2006. december 10. 15:00 |

| Diósgyőr                             | 1 – 0               | Rákospalotai EAC |
| ------------------------------------ | ------------------- | ---------------- |
| Kéthévoama 5' Szögedi 79' Katona 84' | (1 – 0) Jegyzőkönyv | Pusztai 4′, 67′  |

| DVTK-stadion, Miskolc Nézőszám: 5 000 Játékvezető: Andó-Szabó Sándor (magyar) |

#### Tavaszi fordulók
| 18. forduló 2007. február 24. 14:00 |

| Rákospalotai EAC                     | 2 – 0               | Győri ETO          |
| ------------------------------------ | ------------------- | ------------------ |
| Torma 7' 76' Schrancz 42' Sallai 88' | (1 – 0) Jegyzőkönyv | Varga 68' Bank 86' |

| Budai II László Stadion, Budapest Nézőszám: 800 Játékvezető: Gergely Sándor (magyar) |

| 19. forduló 2007. március 3. 16:00 |

| Újpest | 0 – 0               | Rákospalotai EAC               |
| ------ | ------------------- | ------------------------------ |
|        | (0 – 0) Jegyzőkönyv | Török 5' Makra 44' Nyerges 62' |

| Szusza Ferenc Stadion, Budapest Nézőszám: 3 502 Játékvezető: Arany Tamás (magyar) |

| 20. forduló 2007. március 10. 16:00 |

| Budapest Honvéd                             | 2 – 1               | Rákospalotai EAC                                                 |
| ------------------------------------------- | ------------------- | ---------------------------------------------------------------- |
| Dobos 57' Koós 81' Vincze 24' Smiljanić 47' | (0 – 0) Jegyzőkönyv | Torma 47' (11-esből) Török 8' Pusztai 25' Sallai 42' Kapcsos 88' |

| Bozsik József Stadion, Budapest Nézőszám: 3 500 Játékvezető: Sápi Csaba (magyar) |

| 21. forduló 2007. március 17. 15:00 |

| Rákospalotai EAC                                   | 2 – 1               | Zalaegerszegi TE                                   |
| -------------------------------------------------- | ------------------- | -------------------------------------------------- |
| Torma 4' 12' Illyés 56' Somorjai 83' Horváth 90+2' | (2 – 0) Jegyzőkönyv | Waltner 85' Botis 46' Francišković 71' Lekic 90+2' |

| Budai II László Stadion, Budapest Nézőszám: 800 Játékvezető: Iványi Zoltán (magyar) |

| 22. forduló 2007. március 31. 16:00 |

| FC Sopron                                         | 2 – 3               | Rákospalotai EAC                                                                |
| ------------------------------------------------- | ------------------- | ------------------------------------------------------------------------------- |
| Sira 21' Magasföldi 37' 63' Ankamah 18′ Ibrić 60' | (2 – 2) Jegyzőkönyv | Somorjai 8' Regedei 42' Torma 59' (11-esből) Kapcsos 18′ Cseri 25' Polonkai 90' |

| Káposztás utcai Stadion, Sopron Nézőszám: 2 500 Játékvezető: Bognár Tamás (magyar) |

| 23. forduló 2007. április 7. 16:30 |

| Rákospalotai EAC            | 1 – 0               | Pécsi MFC     |
| --------------------------- | ------------------- | ------------- |
| Polonkai 33' 74' Sallai 78' | (1 – 0) Jegyzőkönyv | Kulcsár 90+2' |

| Budai II László Stadion, Budapest Nézőszám: 1 000 Játékvezető: Szabó Zsolt (magyar) |

| 24. forduló 2007. április 14. 17:00 |

| Paksi FC                                            | 1 – 1               | Rákospalotai EAC                             |
| --------------------------------------------------- | ------------------- | -------------------------------------------- |
| Balaskó 24' 21′, 24′ Molnár 27' Zováth 45' Kiss 56' | (1 – 0) Jegyzőkönyv | Horváth 83' Sallai 45′ Török 80' Nyerges 90' |

| Fehérvári úti stadion, Paks Nézőszám: 1 000 Játékvezető: Berger József (magyar) |

| 25. forduló 2007. április 21. 17:00 |

| Rákospalotai EAC                                          | 1 – 3               | Vasas                         |
| --------------------------------------------------------- | ------------------- | ----------------------------- |
| Torma 86' (11-esből) Somorjai 18' Horváth 37' Kapcsos 58′ | (0 – 1) Jegyzőkönyv | Lázok 45' Pandur 64' Kiss 87' |

| Budai II László Stadion, Budapest Nézőszám: 1 000 Játékvezető: Bede Ferenc (magyar) |

| 26. forduló 2007. április 28. 18:00 |

| Kaposvári Rákóczi                                             | 3 – 1               | Rákospalotai EAC          |
| ------------------------------------------------------------- | ------------------- | ------------------------- |
| Oláh 53' Vasiljević 66' 69' Maróti 54' Bozović 80' Petrók 81' | (0 – 1) Jegyzőkönyv | Somorjai 16' Schrancz 72' |

| Rákóczi Stadion, Kaposvár Nézőszám: 3 000 Játékvezető: Solymosi Péter (magyar) |

- A jegyzőkönyvből nem derülnek ki a gólszerzők.

| 27. forduló 2007. május 5. 17:30 |

| Rákospalotai EAC                                  | 4 – 0               | Dunakanyar-Vác        |
| ------------------------------------------------- | ------------------- | --------------------- |
| Pusztai 28' Torma 65' (11-esből) 74' Somorjai 71' | (1 – 0) Jegyzőkönyv | Rusvay 57' Kovács 70′ |

| Budai II László Stadion, Budapest Nézőszám: 1 000 Játékvezető: Andó-Szabó Sándor (magyar) |

- A jegyzőkönyv nem tünteti fel a gólszerzőket.

| 28. forduló 2007. május 14. 18:00 |

| Debreceni VSC                                           | 4 – 1               | Rákospalotai EAC                   |
| ------------------------------------------------------- | ------------------- | ---------------------------------- |
| Szilágyi 7' Leandro 28' 72' Dzsudzsák 82' 81' Dombi 21' | (2 – 0) Jegyzőkönyv | Nyerges 55' Cseri 10' Polonkai 32' |

| Oláh Gábor utcai stadion, Debrecen Nézőszám: 10 500 Játékvezető: Berger József (magyar) |

| 29. forduló 2007. május 19. 18:00 |

| Rákospalotai EAC                                    | 2 – 4               | FC Tatabánya                                     |
| --------------------------------------------------- | ------------------- | ------------------------------------------------ |
| Nyerges 38' 80' Kapcsos 42' Polonkai 50' Sallai 62' | (1 – 1) Jegyzőkönyv | Juan Pérez 22' 56' Balogh 65' Hajdú 84' Filó 54' |

| Budai II László Stadion, Budapest Nézőszám: 2 000 Játékvezető: Arany Tamás (magyar) |

| 30. forduló 2007. május 26. 18:00 |

| FC Fehérvár                                 | 2 – 2               | Rákospalotai EAC                             |
| ------------------------------------------- | ------------------- | -------------------------------------------- |
| Nagy 58' Dajić 81' 81' Božić 20' Farkas 61' | (0 – 0) Jegyzőkönyv | Tóth 47' 47' Torma 57' Horváth 32' Cseri 70' |

| Sóstói Stadion, Székesfehérvár Nézőszám: 1 660 Játékvezető: Sápi Csaba (magyar) |

#### A bajnokság végeredménye
| #  | Csapat            | J  | Gy | D  | V  | Rg | Kg | Gk  | P  | Megjegyzés      |
| -- | ----------------- | -- | -- | -- | -- | -- | -- | --- | -- | --------------- |
| 1  | Debreceni VSC     | 30 | 22 | 3  | 5  | 63 | 21 | +42 | 69 | Bajnokok ligája |
| 2  | MTK Budapest      | 30 | 19 | 4  | 7  | 61 | 33 | +28 | 61 | UEFA-kupa       |
| 3  | Zalaegerszegi TE  | 30 | 17 | 4  | 9  | 54 | 38 | +16 | 55 |                 |
| 4  | Újpest            | 30 | 15 | 4  | 11 | 39 | 32 | +7  | 46 | [ 3 ]           |
| 5  | Vasas             | 30 | 13 | 6  | 11 | 43 | 41 | +2  | 45 |                 |
| 6  | FC Fehérvár       | 30 | 13 | 5  | 12 | 45 | 43 | +2  | 44 |                 |
| 7  | Kaposvári Rákóczi | 30 | 12 | 5  | 13 | 40 | 36 | +4  | 41 |                 |
| 8  | Budapest Honvéd   | 30 | 11 | 8  | 11 | 48 | 43 | +5  | 41 | UEFA-kupa       |
| 9  | Diósgyőr          | 30 | 11 | 5  | 14 | 40 | 52 | -12 | 38 |                 |
| 10 | FC Sopron         | 30 | 11 | 4  | 15 | 33 | 46 | -13 | 37 |                 |
| 11 | Paksi FC          | 30 | 10 | 7  | 13 | 34 | 38 | -4  | 37 |                 |
| 12 | FC Tatabánya      | 30 | 11 | 3  | 16 | 46 | 58 | -12 | 36 |                 |
| 13 | Győri ETO         | 30 | 9  | 8  | 13 | 37 | 43 | -6  | 35 |                 |
| 14 | Rákospalotai EAC  | 30 | 9  | 7  | 14 | 42 | 55 | -13 | 34 |                 |
| 15 | Pécsi MFC         | 30 | 7  | 12 | 11 | 31 | 41 | -10 | 33 | Kieső           |
| 16 | Dunakanyar-Vác    | 30 | 4  | 7  | 19 | 21 | 57 | -36 | 19 | Kieső           |

1. ↑  A Bajnokok Ligája selejtezőjének második körébe jut
2. ↑  Az UEFA-kupa selejtezőjének első fordulójába jut
3. ↑  az Újpest FC 3 pont levonást kapott
4. ↑  Az UEFA-kupa selejtezőjének első fordulójába jut (Magyar Kupa győztesként)

#### Eredmények összesítése
Az alábbi táblázatban összesítve szerepelnek a Rákospalotai EAC 2006/07-es bajnokságban elért eredményei.
| Ősz/tavasz (forduló)    | Otthon | Otthon | Otthon | Otthon | Otthon | Otthon | Otthon | Idegenben | Idegenben | Idegenben | Idegenben | Idegenben | Idegenben | Idegenben |
| Ősz/tavasz (forduló)    | M      | GY     | D      | V      | LG–KG  | GK     | P      | M         | GY        | D         | V         | LG–KG     | GK        | P         |
| ----------------------- | ------ | ------ | ------ | ------ | ------ | ------ | ------ | --------- | --------- | --------- | --------- | --------- | --------- | --------- |
| Őszi szezon (1–15.)     | 9      | 2      | 2      | 5      | 13–18  | –5     | 8      | 8         | 2         | 2         | 4         | 8–15      | –7        | 8         |
| Tavaszi szezon (16–30.) | 6      | 4      | 0      | 2      | 12–8   | +4     | 12     | 7         | 1         | 3         | 3         | 9–14      | –5        | 6         |
| Összesen (1–30.)        | 15     | 6      | 2      | 7      | 25–26  | –1     | 20     | 15        | 3         | 5         | 7         | 17–29     | –12       | 14        |

#### Helyezések fordulónként
| Forduló  | 1  | 2  | 3  | 4  | 5  | 6  | 7  | 8  | 9  | 10 | 11 | 12 | 13 | 14 | 15 | 16 | 17 | 18 | 19 | 20 | 21 | 22 | 23 | 24 | 25 | 26 | 27 | 28 | 29 | 30 |
| -------- | -- | -- | -- | -- | -- | -- | -- | -- | -- | -- | -- | -- | -- | -- | -- | -- | -- | -- | -- | -- | -- | -- | -- | -- | -- | -- | -- | -- | -- | -- |
| Helyszín | I  | O  | I  | O  | O  | I  | O  | I  | O  | I  | O  | I  | O  | I  | O  | O  | I  | O  | I  | I  | O  | I  | O  | I  | O  | I  | O  | I  | O  | I  |
| Eredmény | V  | V  | D  | V  | V  | V  | V  | D  | GY | V  | D  | GY | V  | GY | GY | D  | V  | GY | D  | V  | GY | GY | GY | D  | V  | V  | GY | V  | V  | D  |
| Helyezés | 16 | 16 | 16 | 16 | 16 | 16 | 16 | 16 | 16 | 16 | 16 | 15 | 15 | 15 | 13 | 14 | 14 | 14 | 14 | 15 | 15 | 13 | 9  | 10 | 12 | 14 | 12 | 13 | 13 | 14 |

Helyszín: O = Otthon; I = Idegenben. Eredmény: GY = Győzelem; D = Döntetlen; V = Vereség.

### Magyar kupa
4. forduló
| 2006. október 25. 13:30 |

| Berkenye SE | 0 – 6       | Rákospalotai EAC       |
| ----------- | ----------- | ---------------------- |
| Nyikos 25'  | Jegyzőkönyv | Torma Bárányos Kapcsos |

|  |

Nyolcaddöntő
| 2006. november 8. 17:30 |

| Zalaegerszegi TE                                          | 1 – 0       | Rákospalotai EAC |
| --------------------------------------------------------- | ----------- | ---------------- |
| Ferenczi Máté 39' Sebők J. 41′, 44′ Botis 45' Lendvai 62' | Jegyzőkönyv | Kovács 88'       |

| ZTE Aréna, Zalaegerszeg |

| 2006. november 22. 12:00 |

| Rákospalotai EAC                                                                    | 4 – 3       | Zalaegerszegi TE                         |
| ----------------------------------------------------------------------------------- | ----------- | ---------------------------------------- |
| Torma 34' Pusztai Nagy Kapcsos 38' Bárányos 45′, 45′ Horváth 53' Makra 90+1′, 90+5′ | Jegyzőkönyv | Waltner Ferenczi Kocsárdi 76' Molnár 87' |

| Budai II László Stadion, Budapest |

- Idegenben lőtt több góllal a Zalaegerszegi TE FC jutott tovább.